# 蓋嘉運
蓋嘉運（？—？），唐朝軍事將領，在西域期间撰有《西域记》，现已失传，部分被《唐会要》引用。

## 生平
开元二十一年（733年），任右威卫将军、瀚海军使。二十二年代刘涣担任北庭都护，拜左金吾将军。当时突骑施苏禄兴兵犯唐，围拨换城（现阿克苏）。盖嘉运与突骑施战鬥，下年获胜。二十六年，转任安西副大都护。突骑施黄姓、黑姓内争，支持黄姓的莫贺达干求援于唐。二十七年，碛西节度使，统拔汗那、石国、史国的三国兵及安西所统吐蕃和唐军精骑，攻破都摩度扶立的黑姓可汗吐火仙于碎叶；俘吐火仙，斩杀黑姓可汗正支尔微特勤，擒苏禄可敦，迎金河公主阿史那怀道女归朝。二十八年转任凉州都督，河西、陇右经略使。吐蕃来攻，因失守石堡要塞，二十九年被罢免官职。天宝元年、隴右節度使皇甫惟明代其職責。

## 作品
五言詩
- 伊州歌（打起黃鶯兒，莫教枝上啼。啼時驚妾夢，不得到遼西。）